# Ricardo Castro Pinto
Ricardo Castro Pinto (* 7. Februar 1916 in Cusco, Peru; † 1. September 2011 ebenda) war ein peruanischer Musiker, Komponist, Schauspieler, Tänzer und Sammler traditioneller Lieder aus der Region Cusco auf Cusco-Quechua und Spanisch.

## Leben
Ricardo Castro Pinto wurde 1916 in Cusco im Stadtviertel Toqokachi (San Blas) geboren.
Er spielte als Organist zunächst in der Kirche der Jungfrau des Rosenkranzes (Virgen del Rosario) in Paucartambo, sodann ab 1940 in Quiquijana (Provinz Quispicanchis) und von 1943 an in der Kathedrale von Cusco. 1938 tanzte er den Tanz Qapaq Qolla auf dem Fest Mamacha del Carmen. 1941 gründete er die Folkloregruppe Cusco der Tourismuskorporation. Ebenso war er Mitglied des Orchestervereines Cusco und der dortigen regionalen Musikschule.
1950 erlebte er als Kirchenmusiker der Kathedrale von Cusco das dortige Erdbeben. Bald darauf komponierte er die Filmmusik für den Film Kukuli des Cuscoer Regisseurs Eulogio Nishiyama und übernahm als Schauspieler im Inti Raymi die Rolle des Willaq Umu. 1958 ersetzte er auf Betreiben der kulturellen Elite Cuscos Faustino Espinoza Navarro in der Rolle des Inka.
Ricardo Castro war 1958 Gründer und sodann Leiter des Orchesters des Centro Qosqo de Arte Nativo und 1965 des Coro Polifónico Municipal Cusco. 1961 gründete er den Verein Asociación Danzas del Tawantinsuyo, mit dem er durch Peru und Südamerika tourte. Zudem wurde er in den 1960er Jahren Mitglied der Academia de la Lengua Quechua (heute Academia Mayor de la Lengua Quechua).
In den 1970er Jahren war er an der Gründung der Confraternidad del Señor del Temblores beteiligt, die sich der Verehrung des Herrn der Erdbeben Taytacha de los Temblores verschrieb. Für den Besuch des Papstes Johannes Paul II. in Cusco 1985 komponierte er eine Messe auf Quechua, die vom Coro Polifónico Municipal Cusco unter Leitung seines Sohnes Samuel Castro Yrrarazábal in der Esplanade von Sacsayhuamán aufgeführt wurde.
Ricardo Castro zeichnete über die Jahrzehnte zahlreiche Melodien und Texte traditioneller Lieder auf, die bis dahin nur mündlich überliefert waren, und setzte diese teilweise auch in Partitur. 2008 veröffentlichte er sie in den beiden Bänden Willka Taki I, Taytanchisman Takikuna (Heiliges Lied, Lieder an unseren Vater) und Willka Taki II, Mamanchisman Takikuna (Heiliges Lied, Lieder an unsere Mutter). Ein Teil dieser Lieder waren bereits zuvor vom Coro Polifónico Municipal Cusco unter seiner und später seines Sohnes Leitung aufgeführt worden und als Schallplatte bzw. CD erschienen (Noche Buena Imperial bei Iempsa, Lima 1947 und Navidad en Cusco bei Arion, Paris 1998).
1992 erhielt er für seine Leistungen vom Bürgermeister Daniel Estrada Pérez die Medaille des Rates der Provinz Cusco sowie weitere Auszeichnungen von der Tageszeitung El Sol 2003 und dem Bildungsverein Khipu 2005.
Bis zu seinem Tode spielte er die Orgel in der Kathedrale von Cusco und der Basilika La Merced.

## Familie
Ricardo Castro Pinto war zweimal verheiratet und hatte acht Kinder: Samuel Castro Yrrarazábal, Augustin Cereceda Yrrarazabal †, Lucila Castro Yrrarazabal, Daniel Castro Yrrarazabal, Mario Castro Yrrarazabal, Ismael Castro Yrrarazabal, Lourdes Castro Pérez und Ricardina Castro Pérez.

## Werke (Auswahl)

### Liedersammlungen
- Willka Taki I.: Taytanchisman Takikuna. Canciones a nuestro señor. Unión Latina, 2008, ISBN 978-603454001-9.
- Willka Taki II, Mamanchisman Takikuna. Unión Latina, Paris/Lima 2008.

### Tonträger
- Noche Buena Imperial. Iempsa, Lima 1947.
- Navidad en Cusco. Arion, Paris 1998.